# Terje Venaas

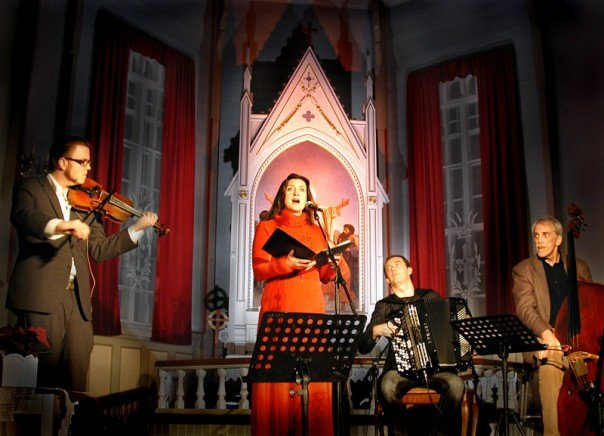
Terje Venaas, rechts (2006)

Terje Venaas (* 30. März 1947 in Molde; † 9. April 2025) war ein norwegischer Jazzmusiker (Kontrabass).

## Leben und Wirken
Venaas spielte ursprünglich Tenorsaxophon, wechselte aber 1962 zum Kontrabass. Zunächst war er Mitglied des Storyville Jazz Quintet und des Åge Venås Quartet und trat 1967 beim Jazzfestival von Molde auf. Im gleichen Jahr zog er nach Oslo, wo er mit Espen Rud, Jan Garbarek und Calle Neumann arbeitete und 1968 Aufnahmen mit Terje Rypdal einspielte.
In den 1970er Jahren spielte Venaas in verschiedenen Jazzbands, darunter der Gruppe Bash, dem Sextett von Christian Reim, dem Trio von Terje Bjørklund, der Jazz-Rock-Gruppe Adonis, den Quartetten von Karin Krog, Bjørn Johansen, Laila Dalseth, Ditlef Eckhoff und Bjarne Nerem, Magni Wentzels Quintett, dem Knut Riisnæs/Lars Jansson Quartet und dem Jon Eberson/Jon Balke Quartet. Außerdem spielte er Aufnahmen mit Christian Eggen, Roy Hellvin, Laila Dalseth, Ketil Bjørnstad und Pål Thowsen ein und trat bei Festivals mit Tore Engstrøm, Torgrim Sollid, Alf Kjellman, Nils Petter Nyrén, Baby Ma Rainey, Louisiana Red, George Russell und Jan Garbarek auf.
Ab 1979 war Venaas Mitglied des Laila Dalseth Trio; außerdem arbeitete er in den 1980er Jahren mit den Bands von Christian Reim, den Quintetten von Atle Hammer und Thorgeir Stubø, Espen Ruds Gruppe Kråbøl und dem Eivin Sannes Trio. Er tourte in der Zeit mit Lillebjørn Nilsen und mit Warne Marsh und spielte Aufnahmen mit Chet Baker, Per Husby, Harald Bergersen und Atle Hammer, Totti Bergh, Laila Dalseth und Al Cohn, Per Nyhaugs Studioband, Jan Erik Vold, Jon Gordon und Egil Kapstad ein. Bei Festivals trat er mit Michel Petrucciani und dem Jim Hall Quartet, dem Per Husby Dedication Orchestra sowie mit Niels Lan Doky und Joe Henderson auf. 1982 erhielt er den norwegischen Gammlengprisen in der Rubrik Studiomusiker; 1988 erhielt er den Buddyprisen.
Seit 1992 war Venaas festes Mitglied des Quartetts von Christian Reim und der Gruppe V.S.O.B. (Vigleik Storaas and Band). 1993 veröffentlichte er das Album Toner fra Romsdal mit der Sängerin Ingeborg Hungnes. Es folgten Aufnahmen mit Karin Krog (1994), Trond Bjertnes und Frode Barth (1994), Staffan William-Olsson (1995) und Nils Einar Vinjor (1997). Ende der 1990er Jahre lebte Venaas in Thailand.
Ab 2002 hielt Venaas sich wieder in Oslo auf, wo er u. a. an den Alben Bjørn Johansen in memoriam (2003), As Time Goes by (mit Nora Brockstedt, 2003–04), Core Business (mit Louis Stewart, 2004) und Sakte sanger (mit Anne Lande und Per Husby, 2006) mitwirkte.